# 34 Sextantis
34 Sextantis är en misstänkt variabel i Sextantens stjärnbild.
34 Sextantis varierar mellan visuell magnitud +6,5 och 8,0 utan någon periodicitet. Den befinner sig på ett avstånd av ungefär 235 ljusår.